# Trachelophora lineata
Trachelophora lineata là một loài bọ cánh cứng trong họ Cerambycidae.